# Polytela cliens
Polytela cliens là một loài bướm đêm trong họ Noctuidae.